# Kushovë
Kushovë es una localidad albanesa del condado de Elbasan. Se encuentra situada en el centro del país y desde 2015 está constituida como una unidad administrativa del municipio de Gramsh. A finales de 2011, el territorio de la actual unidad administrativa tenía 659 habitantes.
La unidad administrativa incluye los pueblos de Kushovë, Bregas, Gjeraqine, Dumberas, Brasnik, Ulove, Sotire y Kerpice.
Se ubica unos 10 km al sur de la capital municipal Gramsh.